# Малая гвинейская мобула
Малая гвинейская мобула (лат. Mobula rochebrunei ) — вид хрящевых рыб рода мобул семейства орляковых скатов отряда хвостоколообразных надотряда скатов. Эти скаты обитают в тропических водах восточной части Атлантического океана. Встречаются у дна и на поверхности воды. Максимальная зарегистрированная ширина диска 133 см. Грудные плавники этих скатов срастаются с головой, образуя ромбовидный диск, ширина которого превосходит длину. Рыло массивное, плоское, передний край почти прямой с выемкой посередине. Часть грудных плавников преобразована в так называемые головные плавники. У основания хвоста расположен спинной плавник.
Подобно прочим хвостоколообразным малые гвинейские мобулы размножаются яйцеживорождением. Эмбрионы развиваются в утробе матери, питаясь желтком и гистотрофом. В помёте 1 новорождённый. Рацион в основном состоит из планктона. Эти скаты являются объектом коммерческого промысла.

## Таксономия
Впервые новый вид был научно описан в 1879 году как Cephaloptera rochebrunei. Он был назван в честь французского натуралиста Альфонса Тремо де Рошебрюна. Морфологическое сходство мобул часто приводит к ошибкам при видовой идентификации.

## Ареал
Малые гвинейские мобулы обитают в тропических водах восточной части Атлантического океана у берегов Анголы, Гвинеи, Мавритании и Сенегала. Они встречаются как у дна, так и у поверхности воды. По некоторым данным попадаются в водах Бразилии.

## Описание
Грудные плавники Mobula munkiana, основание которых расположено позади глаз, срастаются с головой, образуя ромбовидный плоский диск, ширина которого превышает длину, края плавников имеют форму заострённых («крыльев»). Голова широкая и плоская, с расставленными по бокам глазами. Позади глаз расположены брызгальца. Передняя часть грудных плавников преобразована в так называемые головные плавники. У основания хвоста находится маленький спинной плавник. Хвост длинный, кнутовидный. Окраска дорсальной поверхности диска тёмная, вентральная сторона белая. На вентральной поверхности диска имеются 5 пар жаберных щелей, рот и ноздри. Максимальная зарегистрированная ширина диска 133 см.

## Биология
Малые гвинейские мобулы встречаются группами. Они способны стремительно ускоряться и совершать прыжки над поверхностью воды. Рацион состоит из планктона и мелких рыб.
Подобно прочим хвостоколообразным эти скаты относятся к яйцеживородящим рыбам. Эмбрионы развиваются в утробе матери, питаясь желтком и гистотрофом. В помёте один новорождённый с диском шириной около 34—35 см.
На малых гвинейских мобулах паразитируют моногенеи Mobulicola dubium и веслоногие рачки Entepherus laminipes.

## Взаимодействие с человеком
Малые гвинейские мобулы представляют интерес для коммерческого промысла. Их ловят с помощью поверхностных жаберных сетей, ярусов и неводов. Мясо употребляют в пищу. Хрящи и жаберные тычинки мобул ценятся в китайской медицине. Международный союз охраны природы присвоил этому виду охранный статус «Уязвимый».